# Arcangelo Michele coi santi Liborio e Agostino
L'Arcangelo Michele coi Santi Liborio e Agostino è un dipinto di Giovanni Marracci che si trova a Lucca nella chiesa di Santa Maria Forisportam.

## Descrizione
In questa tela Marracci raffigura al centro l'Arcangelo Michele sia nel ruolo di pesatore delle anime, rappresentato dalla bilancia che tiene in mano, e dall'altra come guerriero per combattere le forze del male. Ai due lati si trovano i due Santi Sant'Agostino che ha in mano un cuore ardente in primo piano che rappresenta la sua religiosità e San Liborio con a fianco un angelo che sostiene un libro in riferimento a coloro che soffrono di calcoli renali. 